# Коростівська сільська рада
Коростівська сільська рада — колишній орган місцевого самоврядування у Сколівському районі Львівської області. Адміністративний центр — село Коростів.

## Загальні відомості
Коростівська сільська рада утворена в 1939 році. Територією ради протікають річки Опір, Орява, Бутівля.

## Населені пункти
Сільській раді були підпорядковані населені пункти:
- с. Коростів

## Склад ради
Рада складалася з 16 депутатів та голови.

### Керівний склад попередніх скликань
| ПІБ                          | Основні відомості                                                                     | Дата обрання | Дата звільнення |
| ---------------------------- | ------------------------------------------------------------------------------------- | ------------ | --------------- |
| Свистун Мирослава Олексіївна | Сільський голова, 1962 року народження                                                | 25.03.2007   | 31.10.2010      |
| Лаганович Юрій Степанович    | Сільський голова, 1954 року народження, освіта вища, член Української Народної Партії | 31.10.2010   |                 |

Примітка: таблиця складена за даними джерела

## Населення
Згідно з переписом УРСР 1989 року чисельність наявного населення сільської ради становила 913 осіб, з яких 436 чоловіків та 477 жінок.
За переписом населення України 2001 року в сільській раді мешкало 911 осіб.

### Мова
Розподіл населення за рідною мовою за даними перепису 2001 року:
| Мова       | Відсоток |
| ---------- | -------- |
| українська | 99,04 %  |
| російська  | 0,96 %   |